# Ascogaster brunnipes
Ascogaster brunnipes är en stekelart som beskrevs av Granger 1949. Ascogaster brunnipes ingår i släktet Ascogaster och familjen bracksteklar. Inga underarter finns listade.